# Karim R. Lakhani

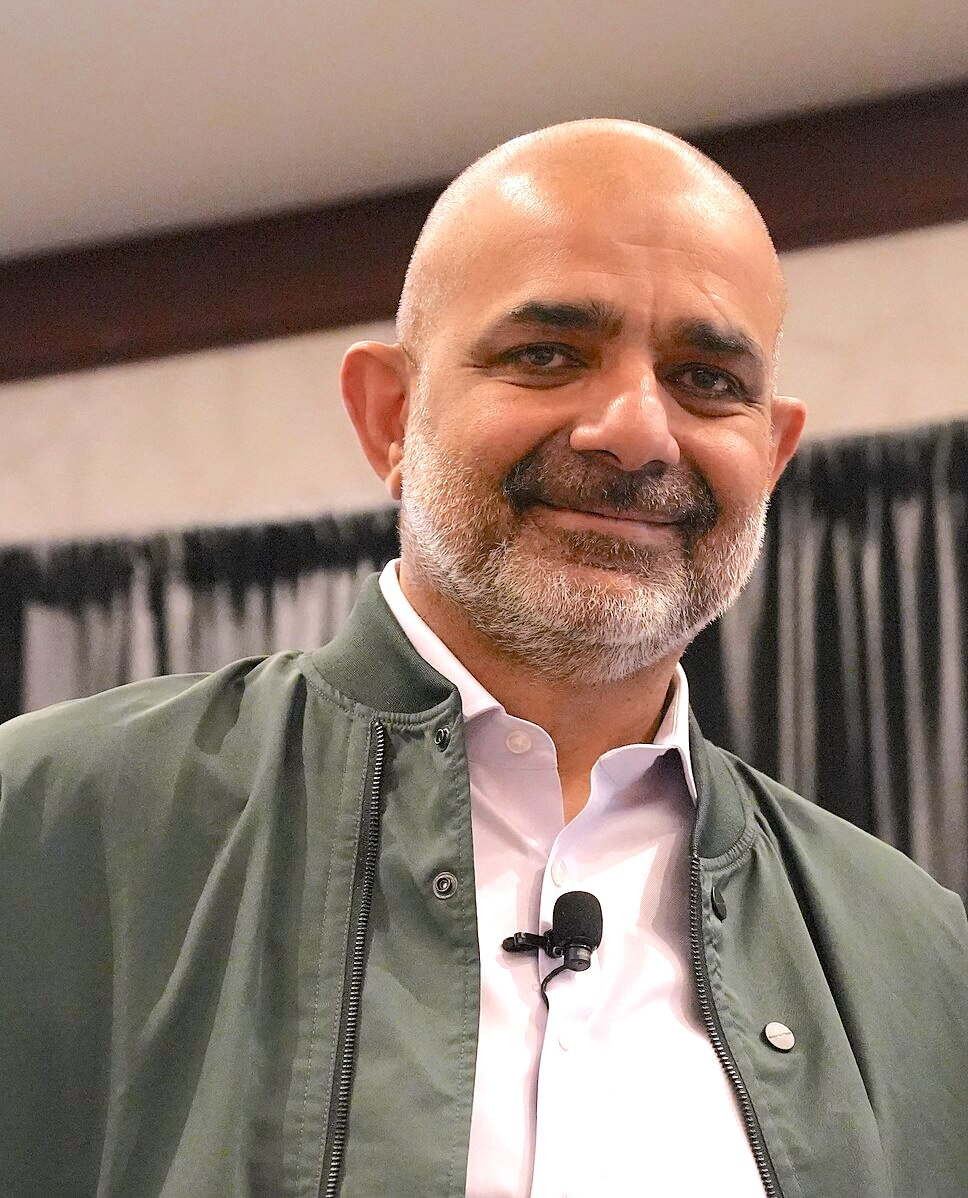
Karim Lakhani, 2025

Karim R. Lakhani (* um 1970) ist ein Professor für Betriebswirtschaftslehre an der Harvard Business School. Er beschäftigt sich mit Crowdsourcing-Innovationsmodellen und digitaler Transformation von Unternehmen und Branchen.
Er ist Mitglied des Board of Directors von Mozilla und Local Motors.

## Ausbildung
Lakhani erwarb 1993 einen Bachelor in Engineering Management an der McMaster University, 1999 einen Master of Science in Technologie und Politik und einen Ph.D. in Management im Jahr 2006 an der MIT Sloan School of Management. Seine Dissertation wurde von Eric von Hippel, Tom Allen und Wanda Orlikowski betreut.